# Política dels Estats Units

Escut dels Estats Units d'Amèrica

Els Estats Units d'Amèrica són una república federal, presidencialista, representativa i democràtica en què el president dels Estats Units és alhora el cap d'Estat i el cap de govern, i en què existeix un sistema electoral que tendeix al bipartidisme.
Un estudi basat en dades d'entre el 1992 i el 2002 sobre 1.800 polítiques fetes al país comparades amb les preferències dels grups de pressió, les preferències expressades pels estatunidencs de riquesa mitjana (del percentil 50 dels ingressos) i pels estatunidencs rics (del percentil 90 dels ingressos) va concloure que la Estats Units era una oligarquia amb poc a veure amb una democràcia plural majoritària o amb una democràcia electoral de majories.

## Estructura política de la federació

### Separació de poders
El poder executiu és ostentat pel govern, encapçalat pel president, de manera independent de la branca legislativa. El poder legislatiu recau en un congrés bicameral conformat pel Senat i la Cambra de Representants. El Senat representa els estats de la federació; dos senadors són elegits per cadascun dels estats per un període de 6 anys. La Cambra de Representants representa als ciutadans de manera proporcional amb la seva població, però, cada estat té el dret a tenir almenys un representant. Des de 1929 el nombre total de representants és de 435; els representants s'elegeixen per un període de dos anys amb la possibilitat de reelecció il·limitada. El poder judicial recau sobre la judicatura conformada per la Cort Suprema de Justícia dels Estats Units i les corts federals inferiors. La funció de la judicatura és interpretar la constitució dels Estats Units així com les lleis i regulacions federals. També ha de resoldre les disputes entre les branques executiva i legislativa. El govern federal dels Estats Units va ser establert per la constitució mateixa. La política nord-americana ha estat dominada per dos partits polítics, el Partit Demòcrata i el Partit Republicà des de la Guerra civil del segle xix, encara que han existit d'altres més petits amb influència política marginal.

### Eleccions
Com a federació, als Estats Units es realitzen eleccions a nivell federal (nacional), estatal (regional) i local (per ciutat o comtat). A nivell federal, el president s'elegeix de manera indirecta pel poble, per mitjà dels electors d'un col·legi electoral els quals simplement voten (en conjunció) d'acord amb el vot popular (majoritari) del seu estat. S'assigna un nombre específic d'electors per estat, d'acord amb els resultats dels cens de població i en proporció a la població de cada estat. El nombre total d'electors és de 538; un candidat necessita 270 vots electorals per guanyar la presidència. Els representants i els senadors del Congrés de la Unió s'elegeixen de manera directa d'acord amb un escrutini uninominal majoritari a les seves respectives circumscripcions (districtes per als representants, estats per al senadors). Els ministres o jutges de la Cort Suprema de Justícia són designats pel president de manera vitalícia, però han de ser ratificats pel Congrés.

## Estructura política dels estats
Abans de llur independència, les colònies britàniques de l'Amèrica del Nord es governaven de manera autònoma sota l'autoritat de la corona britànica. Durant els primers anys de la república, abans de l'adopció de la constitució, cada estat era una unitat completament autònoma. Els delegats de la Convenció Constitucional, però, cercaven una Unió federal més forta i viable, sense ignorar les tradicions estatals i els interessos dels polítics de cada estat.
De manera general, els afers interns són incumbència dels governs estatals. Aquests afers inclouen les comunicacions internes, les regulacions quant a la propietat privada, la indústria, els negocis i els serveis públics, l'establiment llurs codis criminals i penals, així com de les condicions laborals de l'estat. Cada estat té la seva pròpia constitució. Dins aquest context, el govern federal requereix que els governs estatals siguin republicans i que no adoptin cap llei que contradigui o violi la constitució federal o les lleis i tractats dels Estats Units.
Els governs estatals són dividits en tres branques: executiva, legislativa i judicial. El cap executiu és el governador de l'estat, electe per vot popular generalment per un període de quatre anys (en alguns estats per dos anys). Llevat de Nebraska, el cos legislatiu del qual és unicameral, els cossos legislatius dels estats de la Unió són bicamerals; la cambra alta sovint es denomina el "Senat" i la cambra baixa sol denominar-se la Cambra de Representants, Cambra dels Delegats o l'Assemblea General.

## Sufragi
El sufragi és pràcticament universal pels ciutadans majors de 18 anys. Els 50 estats, així com el Districte de Colúmbia, contribueixen a les eleccions pel President. No obstant això, el Districte, així com altres possessions estatunidenques com Puerto Rico i Guam, no tenen cap representació en el Congrés. Aquests territoris no tenen dret d'escollir cap figura política llevat d'un delegat per a la Cambra dels Representants.
El drets a vot estan restringits per als delinqüents, però aquestes lleis varien segons els estats. L'elecció del president és un sufragi indirecte; és a dir, cada estat de la federació té assignat un nombre específic de representats electorals, segons llur nombre de senadors i representants. El candidat que obtingui la majoria simple dels vots de l'estat, rep la totalitat dels vots electorals de l'estat. El candidat que obtingui la majoria simple dels vots electorals és declarat guanyador de les eleccions.